# Herb Wielenia
Herb Wielenia – jeden z symboli miasta Wieleń i gminy Wieleń w postaci herbu.

## Wygląd i symbolika
Herb przedstawia w polu srebrnym  jelenia w pozycji odpoczynku, z przednią lewą nogą podkurczoną i głową zwróconą na wprost, na zielonej murawie. Jeleń jest barwy czerwonej, posiada złote: kopyta, poroże i obrożę na szyi. 
Symbolika herbu nawiązuje do terenów łowieckich w okolicach miasta. Może być to również herb mówiący nawiązujący, według jednej z hipotez, do nazwy miasta wywodzącej się od jelenia.

## Historia
Wizerunek herbowy pochodzi z XVI-wiecznej pieczęci miejskiej używanej jeszcze do XIX wieku, według której jeleń skierowany był w heraldycznie lewą stronę. 30 stycznia 2003 roku został ustalony nowy wizerunek herbowy, na którym jeleń zwrócony jest w heraldycznie prawą stronę.